# Zaprionus cercociliaris
Zaprionus cercociliaris är en tvåvingeart som beskrevs av Gupta 1991. Zaprionus cercociliaris ingår i släktet Zaprionus och familjen daggflugor. Inga underarter finns listade i Catalogue of Life.